# Churchs Ferry
Churchs Ferry és una població dels Estats Units a l'estat de Dakota del Nord. Segons el cens del 2000 tenia 77 habitants.

## Demografia
Segons el cens del 2000, Churchs Ferry tenia 77 habitants, 33 habitatges, i 26 famílies. La densitat de població era de 69,1 hab./km².
Dels 33 habitatges en un 21,2% hi vivien nens de menys de 18 anys, en un 63,6% hi vivien parelles casades, en un 9,1% dones solteres, i en un 21,2% no eren unitats familiars. En el 21,2% dels habitatges hi vivien persones soles el 12,1% de les quals corresponia a persones de 65 anys o més que vivien soles. El nombre mitjà de persones vivint en cada habitatge era de 2,33 i el nombre mitjà de persones que vivien en cada família era de 2,5.
Per edats la població es repartia de la següent manera: un 19,5% tenia menys de 18 anys, un 3,9% entre 18 i 24, un 23,4% entre 25 i 44, un 36,4% de 45 a 60 i un 16,9% 65 anys o més.
L'edat mediana era de 48 anys. Per cada 100 dones de 18 o més anys hi havia 106,7 homes.
La renda mediana per habitatge era de 33.438 $ i la renda mediana per família de 60.313 $. Els homes tenien una renda mediana de 30.625 $ mentre que les dones 33.750 $. La renda per capita de la població era de 18.327 $. Cap de les famílies estaven per davall del llindar de pobresa.

## Poblacions més properes
El següent diagrama mostra les poblacions més properes.